# Brownlowia argentata
Brownlowia argentata là một loài thực vật có hoa trong họ Cẩm quỳ. Loài này được Kurz mô tả khoa học đầu tiên năm 1870.